# Den Danske Filmskole
Den Danske Filmskole (dt. „Die dänische Filmschule“), international The National Film School of Denmark, ist die staatliche dänische Filmhochschule in Kopenhagen. Sie wurde 1966 vom Filmemacher und -theoretiker Theodor Christensen gegründet und liegt in Kopenhagen.

## Geschichte und Lage
Gegründet wurde die Hochschule 1966 vom Filmemacher und -theoretiker Theodor Christensen. Kommissarischer Leiter war 2020 Bo Damgaard. Sie liegt auf der kleinen Insel Frederiksholm im Hafen von Kopenhagen. In der Nachbarschaft befinden sich das Rhythmische Musikkonservatorium und die Königlich Dänische Kunstakademie. Direktorin ist seit 2021 Tine Fischer, die Gründerin und langjährige Leiterin des Filmfestivals CPH:DOX.

## Studienprogramm
Angeboten werden die vierjährigen Studiengänge Drehbuch, Ton, Editing, Regie bei fiktionalen Filmen, Regie bei Dokumentarfilmen, Regie bei Filmproduktion. Die Studiengänge Regie bei Animationsfilmen und Regie bei Computerspielen dauern viereinhalb Jahre.
Die Filmhochschule hat etwa 100 Plätze für Studierende, das Verhältnis von Lehrpersonal und Studierenden lag 2020 bei 1:2.

## Bekannte Absolventen der Filmhochschule

### Regisseure
- Ole John Povlsen (1968)
- Bille August  (1969–1973)
- Susanne Bier (1983–1987)
- Christoffer Boe (1996–2001)
- Pernille Fischer Christensen (1999–2003)
- Daniél Espinosa (1999–2003)
- Per Fly (1989–1993)
- Ole Christian Madsen
- Amalie Næsby Fick (Absolventin 2016)[4]
- Annette K. Olesen (1987–1991)
- Niels Arden Oplev (1983–1987)
- Lone Scherfig (1980–1984)
- Cæcilia Holbek Trier (1979–1983)
- Lars von Trier (1979–1982)
- Vladimir Oravsky (1979–1982)
- Thomas Vinterberg (1989–93)
- Linda Wendel (1980–1984)

### Drehbuch-Autoren
- Kim Fupz Aakeson
- Søren Sveistrup

### Kameramänner
- Sebastian Blenkov (1995–1999)
- Manuel Alberto Claro (1997–2001)
- Erik Molberg Hansen (1995–1999)
- Anthony Dod Mantle (1985–1989)
- Morten Søborg (1985–1989)
- Dirk Brüel (1967–1969)

### Filmeditoren
- Pernille Bech Christensen
- Åsa Mossberg
- Theis Schmidt

### Schriftsteller
- Kim Fupz Aakeson (Kinderbücher)
- Jens Christian Grøndahl (1979–1983)